# Leefbaren
Leefbaren (of leefbaarpartijen, leefbaarheidspartijen) zijn politieke partijen met in de naam het woord "Leefbaar". "Leefbaren" zijn een Nederlands verschijnsel.

## Geschiedenis

### Opkomst ‘Leefbaar’
Aan het eind van de twintigste eeuw kwam het fenomeen Leefbaren op, na het succes van het in 1993 opgerichte Leefbaar Hilversum (LH). De grondleggers daarvan, Jan Nagel en Ton Luiting hadden contacten met Broos Schnetz en Henk Westbroek in Utrecht, die daar in 1997 Leefbaar Utrecht (LU) oprichtten. Ook deze lokale partij begon met succes: LU behaalde bij de gemeenteraadsverkiezingen in 1998 vanuit het niets 9 zetels en werd in het jaar 2000 met 14 zetels zelfs de grootste partij van Utrecht.
In deze jaren was er een hausse aan lokale, van gevestigde landelijke partijen onafhankelijke politieke initiatieven, die aansloegen bij het electoraat. LH en LU waren daar voorbeelden van; andere partijen voerden de termen "Onafhankelijk" of "Belang" in hun naam. Een gezamenlijk kenmerk was de afkeer van als beknellend ervaren regelzucht van "regenteske" partijen, die in spreekwoordelijke achterkamertjes beleid zouden maken en de woonomgeving onleefbaar zouden maken. Zo richtte LU zijn pijlen aanvankelijk vooral op plannen voor een luxueuze herinrichting van het gebied rond station Utrecht Centraal.

### Gemeenteraadsverkiezingen 2002

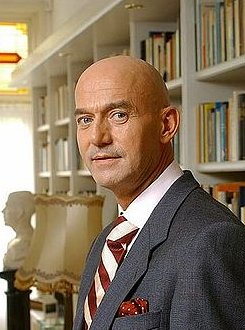
Pim Fortuyn

In de gemeenteraadsverkiezingen van maart 2002 deden in heel Nederland partijen mee die zich van het etiket Leefbaar hadden voorzien. De meeste aandacht ging uit naar Leefbaar Rotterdam (LR). Deze partij, opgericht door Ronald Sørensen, speelde in die verkiezingen landelijk een belangrijke rol door de grote aandacht die lijsttrekker Pim Fortuyn zich in het publieke debat in heel Nederland had weten te verwerven. LR kende een ongekend klinkende start: de partij werd uit het niets met 17 zetels de grootste fractie in de Rotterdamse gemeenteraad, traditioneel een PvdA-bolwerk. Van de opgekomen kiezers had 34,7% op LR gestemd.
Ook andere leefbaarpartijen wisten veel zetels te behalen; er kwamen 44 verschillende Leefbaren nieuw in de gemeenteraden. In twaalf gemeenten werden ze zelfs meteen de grootste partij. Naast Rotterdam gebeurde dat onder meer in Schiedam, Almere, Purmerend, Nieuwegein en Montfoort.
Er was weinig onderlinge samenhang tussen de Leefbaren te ontdekken. Er was geen formeel verband – men begon in de eigen gemeente gewoon een nieuwe partij met de naam Leefbaar … – en ook qua beleid liepen ze erg uiteen. Waarnemers verklaarden hun opkomst uit een dadendrang die inspeelde op een zekere onvrede die zou heersen onder de bevolking en vooral op het succes van de eerste leefbaarpartijen. Bij de een was ruimtelijke ordening het speerpunt, bij de ander (het tegengaan van) immigratie. Campagne voeren was voor Leefbaren veelal niet eens nodig geweest. Dit was onder meer het geval met Leefbaar Den Haag (LDH), dat met vier zetels als nieuweling binnenkwam.
Het verloop van de raadsperiode vanaf 2002 was ook tamelijk uiteenlopend. Het bleek vaak moeilijk om beleid neer te zetten dat daadwerkelijk voet aan de grond kreeg. Het genoemde LDH bijvoorbeeld, kreeg niets van de grond. De partij stond vooral bekend door haar vele schriftelijke vragen en kansloze moties. Ook bleken gemeentegelden voor fractie-ondersteuning te zijn aangewend voor privé-aanschaffen voor LDH-raadsleden en kwam het tot een onderling handgemeen in het stadhuis en een snelle afsplitsing na de verkiezingen. Bij de gemeenteraadsverkiezingen van 2006 behaalden zij geen enkele zetel en daarmee was het doek voor LDH definitief gevallen.

### Terugloop en stabilisering
De snelle opkomst en ondergang van Leefbaar Den Haag was exemplarisch voor wat de lokale leefbaarheidspartijen overkwam. Vele fracties zagen afsplitsingen en kregen bij de raadsverkiezingen in 2006 een groot electoraal verlies te verwerken. Er werden allerlei verklaringen voor gegeven, onder meer dat de Leefbaren zelf onderdeel waren geworden van de vermeend regenteske bestuurderscultuur waar ze zich in de beginjaren tegen hadden gekeerd. Bij Leefbaar Rotterdam was het verlies relatief gering: de fractie ging van 17 naar 14 zetels en de PvdA was weer de grootste partij. LR verdween uit het college van burgemeester en wethouders.
Voorbijgegaan is het verschijnsel leefbaarpartij echter niet. In verschillende gemeenten zijn ze een blijvende factor gebleken. Bij de verkiezingen in maart 2010 deden her en der in het land weer Leefbaren mee. Lokale partijen in het algemeen deden het weer goed. In Capelle aan den IJssel werd Leefbaar Capelle met 9 zetels de grootste partij, Leefbaar Rotterdam behield zijn 14 zetels, Leefbaar Zeewolde werd de grootste en ook in gemeenten als Oegstgeest, Tynaarlo, Alkmaar en Apeldoorn en Schouwen-Duiveland bleven de Leefbaren geworteld.

## Leefbaar Nederland
Te midden van de eerste successen van ‘Leefbaar’ hadden in 1999 de grondleggers van LH en LU, samen met mediaondernemer Willem van Kooten, een landelijke variant opgericht: Leefbaar Nederland (LN). LN nam in mei 2002, kort na de raadsverkiezingen in maart, voor de eerste maal deel aan de Tweede Kamerverkiezingen en behaalde toen 2 zetels. Dit bijna te verwaarlozen succes kwam doordat de populaire beoogd lijsttrekker Pim Fortuyn naar huis was gestuurd omdat hij uitspraken over moslims had gedaan die het partijbestuur te ver vond gaan. Zijn daarna opgerichte Lijst Pim Fortuyn (LPF) daarentegen behaalde een zeer groot succes door met 26 zetels de Kamer binnen te komen - echter 9 dagen daarvoor was hij vermoord. LN kenmerkte zich daarna ook niet door veel stabiliteit. In 2003 werden vervroegde verkiezingen gehouden (de coalitie waar de LPF deel van uitmaakte was opgebroken) en raakte LN zijn twee zetels weer kwijt. Door onenigheid en hoog oplopende schulden werd de partij in 2007 ontbonden. In het verkiezingsjaar 2002 was er al een afsplitsing geweest die resulteerde in de oprichting van de (succesloze) partij Duurzaam Nederland.

## Andere leefbaarheidspartijen

### Provinciaal
Ook in de Provinciale Staten drong het fenomeen leefbaarheidspartij door. Zo haalde bij de Provinciale Statenverkiezingen 2003 de lijst Leefbaar Zuid-Holland één zetel. De partij had als ambitie om de vele verschillende lokale partijen in de provincie te vertegenwoordigen op provinciaal niveau. Ook bij de Provinciale Statenverkiezingen van 2007 behaalde LZH één zetel. Deze werd bezet door de al eerder genoemde oprichter van Leefbaar Rotterdam, Sørensen, die daarnaast gemeenteraadslid in Rotterdam bleef namens LR.
In 2002 werd aan de naam van de zittende Brabantse Onafhankelijke Fracties de naam “Leefbaar Brabant” toegevoegd (dankzij de banden met Leefbaar Nederland) en nam die partij onder de naam Leefbaar Brabant/BOF deel aan de Provinciale Statenverkiezingen van 2003, waarin ze één zetel wist te bemachtigen. In de Provinciale Statenverkiezingen 2007 nam de partij deel onder de naam Brabantse Partij.

### Europees
Bij de Europese Parlementsverkiezingen in 2004 deed Leefbaar Europa mee. Deze partij was gelieerd aan Leefbaar Nederland, maar geen directe vertegenwoordiger ervan. De partij behaalde, twee jaar na het "magische" jaar 2002, zo’n 9.300 stemmen, bij lange na niet genoeg voor een zetel in het Europees Parlement. Sindsdien werd niets meer vernomen van Leefbaar Europa.

### Suriname
In 2024 werd in Suriname de Volkspartij Leefbaar Suriname opgericht. De partij deed mee met de verkiezingen van 2025.

## Gebruik 'Leefbaar' door Vlaams Belang
In 2006 kondigde in België de voorman van Vlaams Belang, Filip Dewinter, aan dat zijn partij campagne zou gaan voeren onder het thema "Leefbaar Vlaanderen". Ook kregen lokale afdelingen de slogan "Leefbaar Knokke" enzovoorts mee. Dewinter zei zich hierbij geïnspireerd te voelen door het gedachtegoed en de persoon van Pim Fortuyn. Als reactie op deze aankondiging herdoopte Leefbaar Utrecht zich tot Stadspartij Leefbaar Utrecht, omdat LU niet geassocieerd wilde worden met extreemrechtse politici.